# Ran Binyamin
Ran Binyamin (in ebraico רן בנימין‎?; Natanya, 6 febbraio 2004) è un calciatore israeliano, centrocampista dell'Hapoel Tel Aviv.

## Biografia
È in possesso del passaporto polacco.

## Carriera

### Club
Binyamin è cresciuto nelle giovanili di Hapoel Be'er Sheva, Ashdod ed infine Hapoel Tel Aviv.
Ha debuttato in prima squadra il 30 luglio 2022 nell'incontro di Coppa d'Israele vinto 3-1 contro l'Hapoel Gerusalemme ed una settimana più tardi ha segnato il primo gol, sempre in coppa, contro l'Ashdod.

### Nazionale
Ha giocato nella nazionale israeliana Under-19.
Il 7 maggio 2023 è stato incluso nella lista dei convocati per il Mondiale Under-20.

## Statistiche
aggiornato al 7 marzo 2024
| Stagione        | Squadra         | Campionato      | Campionato | Campionato | Coppe nazionali | Coppe nazionali | Coppe nazionali | Coppe continentali | Coppe continentali | Coppe continentali | Altre coppe | Altre coppe | Altre coppe | Totale | Totale | Totale |
| Stagione        | Squadra         | Comp            | Pres       | Reti       | Comp            | Pres            | Reti            | Comp               | Pres               | Reti               | Comp        | Pres        | Reti        | Pres   | Reti   |        |
| --------------- | --------------- | --------------- | ---------- | ---------- | --------------- | --------------- | --------------- | ------------------ | ------------------ | ------------------ | ----------- | ----------- | ----------- | ------ | ------ | ------ |
| 2022-2023       | Hapoel Tel Aviv | LHA             | 13         | 0          | CI+TC           | 0+4             | 1               |                    | -                  | -                  |             | -           | -           | 17     | 1      |        |
| 2023-2024       | Hapoel Tel Aviv | LHA             | 19         | 1          | CI+TC           | 1+5             | 0               |                    | -                  | -                  |             | -           | -           | 25     | 1      |        |
| Totale carriera | Totale carriera | Totale carriera | 32         | 1          |                 | 10              | 1               |                    | -                  | -                  |             | -           | -           | 42     | 2      |        |